# Nikolai Iwanowitsch Andrussow

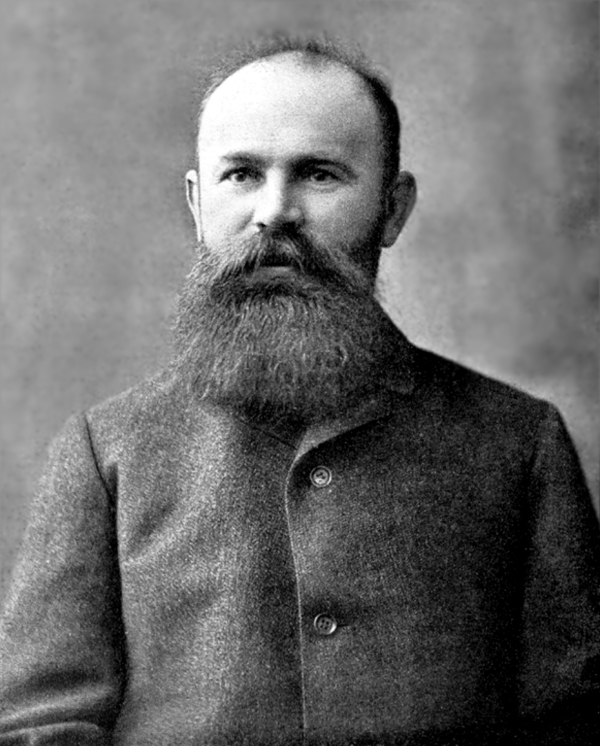
Nikolai Andrussow

Nikolai Iwanowitsch Andrussow (russisch Николай Иванович Андрусов; * 7. Dezemberjul. / 19. Dezember 1861greg. in Odessa; † 27. April 1924 in Prag) war ein russischer Geologe und Paläontologe. Auf Grund seiner herausragenden Leistungen wurde er Mitglied in der Russischen sowie in der Ukrainischen Akademie der Wissenschaften. Andrussow hat sich große Verdienste im Rahmen der Erforschung von geologischen Zusammenhängen zwischen dem Schwarzmeerbecken und der Aralo-Kaspischen Niederung erworben.

## Kindheit und frühe Jahre
Nikolai Iwanowitsch Andrussow verbrachte seine Kindheit und Jugend in Odessa und in Kertsch. In letzterer Stadt absolvierte er das Gymnasium und zeigte sich bereits hier an Naturbeobachtungen sehr interessiert. Bereits als Jugendlicher sammelte er Fossilien in der Umgebung von Kertsch. Später studierte er in Odessa an der 1865 gegründeten Neurussischen Universität (heute Nationale Ilja-Iljitsch-Metschnikow-Universität Odessa) Geologie und Zoologie. Hier nutzte er die bereits im Gymnasium erworbenen Kenntnisse auf diesen Gebieten. Seit 1882 entsandte die Neurussische Naturforschende Gesellschaft während der Sommerzeit ausgewählte Studenten zu geologischen Feldarbeiten auf die Halbinsel Kertsch. In der Folge entstand Andrussows erste wissenschaftliche Arbeit „Notizen über die geologischen Forschungen in den Umgebungen der Stadt Kertsch“. Die in den Sommern 1882 bis 1884 angelegten Sammlungen legten einen Grundstein für seine späteren Interessen und wissenschaftliches Wirken.

## Studienreise, frühe wissenschaftliche Arbeit und Familie

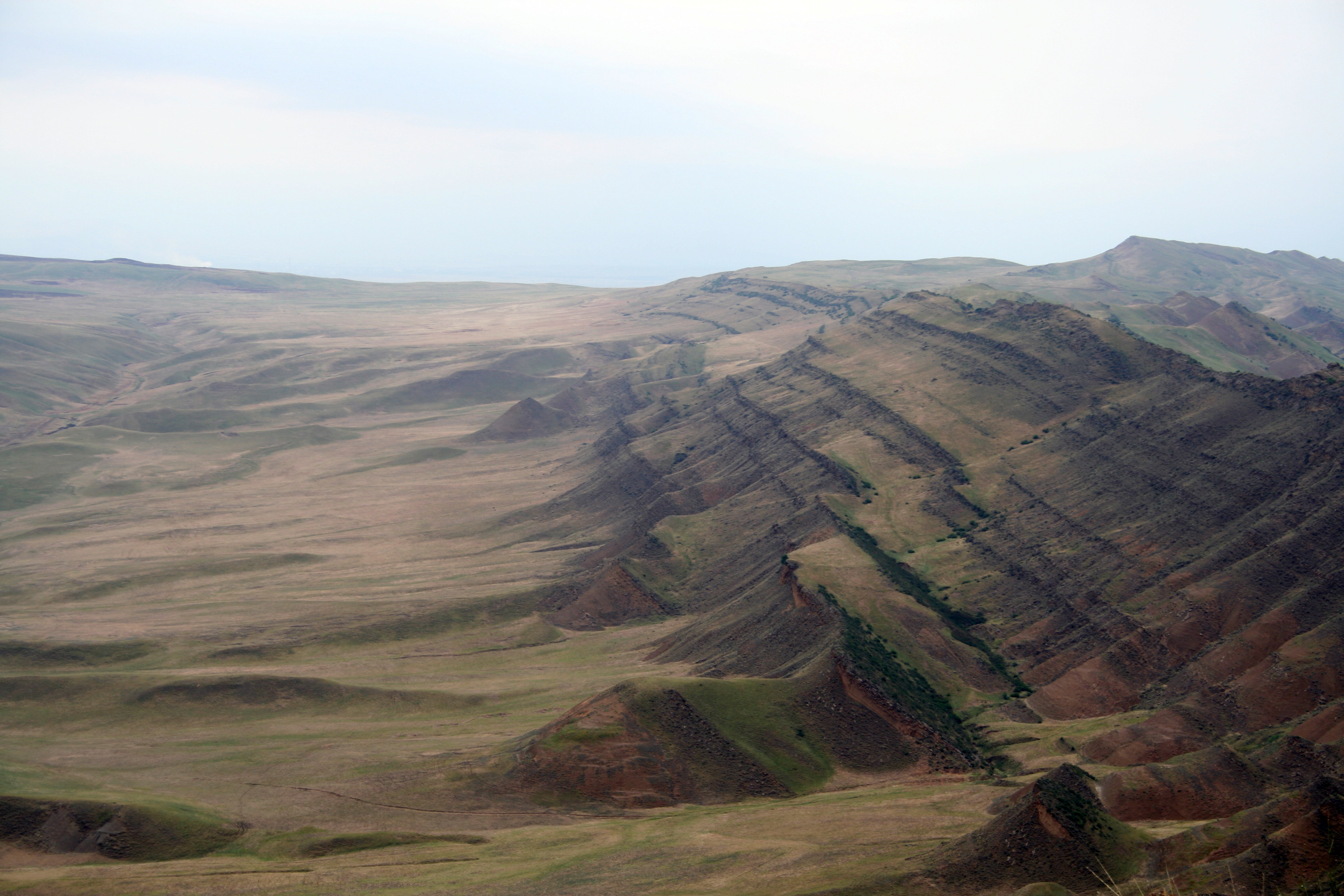
Durch Faltung schräggestellte miozäne Schichten im ostgeorgischen Kaukasusvorland (bei David Gareji)

Durch ein Stipendium, veranlasst durch die Professoren O. Kowalewskowo und W. W. Salenski, reiste er in zwei Jahren durch Mitteleuropa und Russland, um die wichtigsten wissenschaftlichen Einrichtungen kennenzulernen und weitere Fossilien zu sammeln.
In Wien kam er mit Eduard Suess, Melchior Neumayr und Viktor Uhlig zusammen und arbeitete längere Zeit am k.k. naturhistorischen Hofmuseum. Ferner besuchte er Ziele in Deutschland, Frankreich und Italien. Nach seiner Rückkehr absolvierte Andrussow Ende 1888 die Prüfungen an seiner Universität. Im Folgejahr führte ihn die erste Reise in das kaspische Gebiet und in die Region westlich des Aralsees, später darauf in die Schwarzmeerregion. Zu dieser Zeit war er als Laborant für das Geologische Kabinett in Odessa tätig. Seine Dissertation legte er 1890 an der Sankt Petersburger Universität mit dem Thema „Der Kertscher Kalkstein und seine Fauna“ ab. Nun begann auch eine zusätzliche Aktivität als Privatdozent. Die Aufgaben in den Jahren 1892 und 1893 führten ihn wieder in diese Region. Dabei untersuchte er auf der Kertscher- und Tamaner Halbinsel die Faltungen und ihren Zusammenhang mit dem Kaukasus.
Seiner Heimatstadt Kertsch blieb er eng verbunden. Das äußerte sich an seiner ehrenamtlichen Beratungsarbeit für die Stadtduma bei der Projektierung der neuen Wasserleitung von Jenikale. Bei der Bevölkerung von Kertsch blieb dadurch sein Andenken in besonderer Weise erhalten.
1895 studierte Andrussow die Neogen-Formation in der Region um Schemacha am Fluss Pirssagat und auf dem Marasinski Plateau. Vergleichbare Ablagerungen treten auch bei Naftalan, in der Eldaristeppe (Ostgeorgien), in Dagestan sowie bei Grosny auf und wurden von ihm untersucht. Sie sind in ihren tieferen Schichten häufig von Erdöllagerstätten durchzogen.
Bei weiteren Expeditionen im gleichen Jahr konnte er sie mit den typischen Aktschagyl-Schichten (Dazische Stufe) auch am östlichen Ufer des Kaspischen Meeres, in den Erhebungen nördlich von Krasnowodsk entdecken. Diese Zusammenhänge wurden von ihm erstmals beschrieben und in den Abhandlungen der kaiserl. Gesellschaft der Naturforscher von Sankt-Petersburg unter dem Titel „Bericht über die im Sommer 1895 im Gouvernement Baku und auf der Ostküste des Kaspischen Meeres ausgeführten geologischen Untersuchungen“ 1896 veröffentlicht.

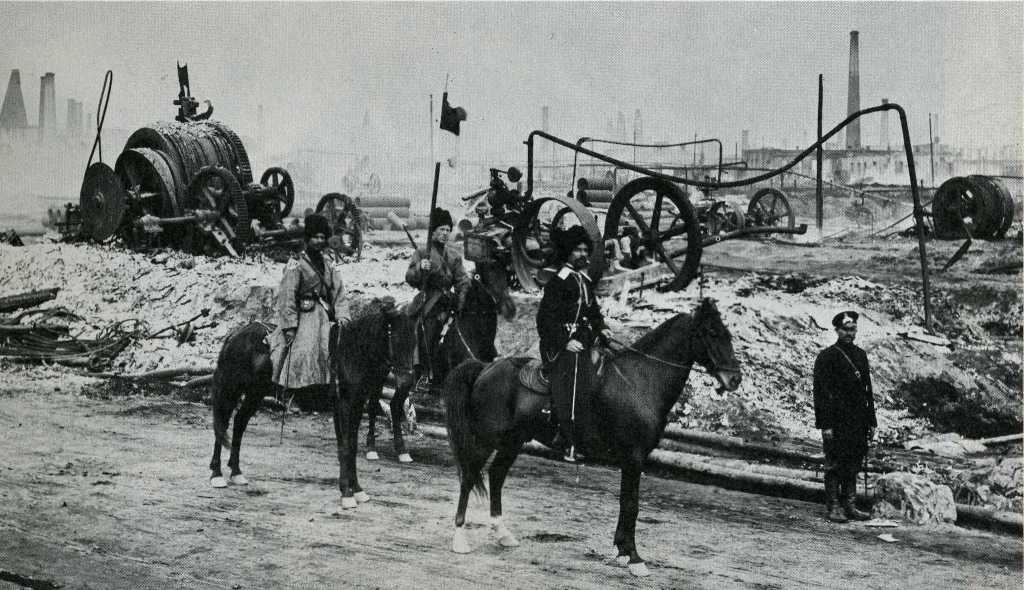
Ölfeld in Baku mit Kosakenpatrouille

Diese Arbeiten förderten in einigen Regionen die Entwicklung einer Erdölindustrie. Die erste Bohrung im Bohrfeld von Alt-Grosny erfolgte bereits 1893. Das Bohrfeld von Neu-Grosny (Aldy) ist im Jahr 1912 erschlossen worden.
Als im Sommer 1897 das kaiserlich-russische Handels- und Industrieministerium unter der Leitung vom Hydrologen I.B. Schpindler eine Expedition in den Golf Kara-Bogas-Gol des Kaspischen Meeres entsandte, beteiligten sich N. Andrussow, A. Lebedinzew und A. Ostroumow  daran. Das Ziel war die Erforschung der Salzlagerstätten und des dort beobachteten Fischsterbens. Der Dampfer Krasnowodsk brachte die Wissenschaftler mit ihrer Ausrüstung in dieses Gebiet. Die Annahme von der Leblosigkeit dieser Wasserfläche wurde hierbei widerlegt. Auf dem Grund beobachtete man eine spezifische Fauna, die eine hohe Anpassung an den enormen Salzgehalt erreicht hatte. Die Wasseranalysen ergaben einen hohen Gehalt an Glauberit, weiterhin sind Astrakanit und Thenardit festgestellt worden. Außerdem registrierte man die Abwesenheit von Natriumchlorid, was als Besonderheit dieser Lagerstätte angesehen wurde.
Im Ergebnis dieser Expedition konstatierten die Forscher die im Vergleich weltweit ungewöhnliche Ausdehnung dieses Salzwasserbassins, das durch periodische Überflutung aus dem Kaspischen Meer einen sehr schwankenden Salzgehalt besitzt. Andrussow leitete von diesen Forschungen wichtige Erkenntnisse zur Geschichte und Entwicklung der gesamten Kaspisch-Schwarzmeer-Beckenstrukturen ab.
Die Challenger-Expedition (1872–1876) untersuchte Prozesse am Meeresboden. Über diese Expedition schrieb Andrussow 1889 einen zusammenfassenden Artikel im Mining Journal und nutzte die Erkenntnisse für seine weiteren Forschungsreisen in den Regionen des Schwarzen und Kaspischen Meeres, um die allgemeinen geologischen und stratigraphischen Verhältnisse auf den Meeresböden zu untersuchen.
Im Jahr 1899 heiratete Andrussow Nadeschda Henrichowna (1861–1935), die Tochter von Heinrich Schliemann. Zwei Jahre zuvor war bereits ihr gemeinsamer Sohn Dimitrij Andrusov geboren, der später einer der bedeutendsten Geologen für die Westkarpatenforschung und Direktor des Slowakischen Geologischen Instituts in Bratislava war. Aus der Ehe gingen vier weitere Kinder hervor, die Söhne Leonid und Wadim sowie die Töchter Marianna und Vera.
Die Familie Andrussow war aus der gemeinsamen Zeit in Jurjew und Sankt Petersburg mit dem russisch/sowjetischen Petrografen und Geologen Franz Loewinson-Lessing befreundet und korrespondierte aus dem späteren Exil mit ihm.
Das wissenschaftliche Werk von Andrussow erstreckte sich nun über viele geowissenschaftliche Felder. Um 1900 hatte er bereits zahlreiche Arbeiten über Stratigraphie, Paläogeographie, Paläontologie, Paläoökologie und Ozeanologie vorgelegt. Sie zeichnen sich alle in besonderer Weise durch Genauigkeit und Detailtreue aus.
Die systematische geologische Erkundung der Halbinsel Apscheron, wie auch des gesamten Kaukasus, begann 1901 mit der Tätigkeit des Geologischen Komitees. In den Sommern von 1901 und 1902 war Andrussow mit den geologischen Erkundungen im Kreis Schemacha befasst und konnte seine Kenntnisse über die Aktschagyl-Schichten in dieser Region erweitern. Immer stärker formten sich nun die Vorstellungen von den weiträumigen Zusammenhängen der neogenen Sedimentbildungen in der Krim-Kaukasus-Synklinale. Darauf aufbauend entwickelte sich das Verständnis für die Geologie der im Kaukasus vorhandenen Erdöllagerstätten.

## Arbeit im Krimgebiet

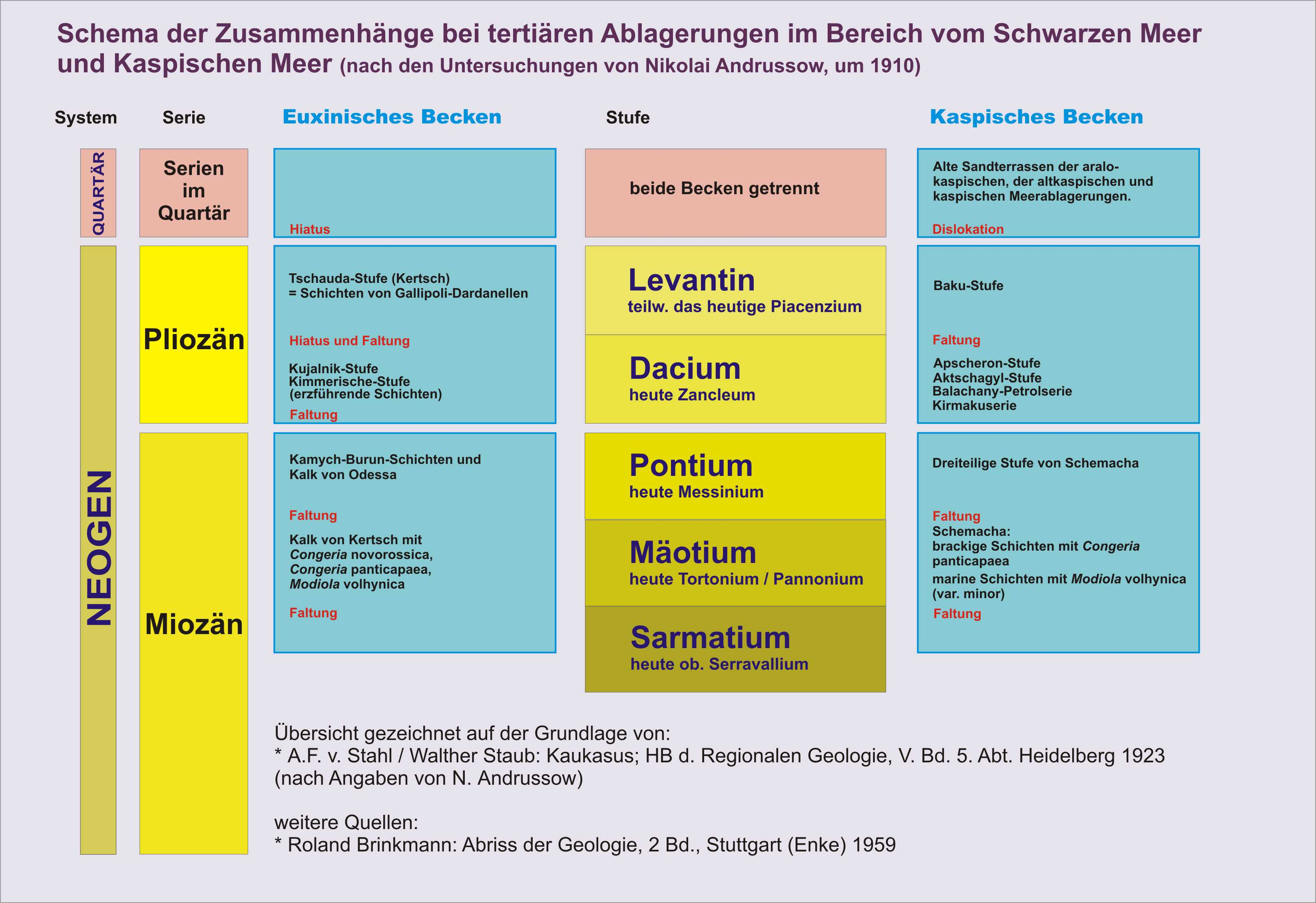
Aufbau neogener Sedimentabfolgen im Bereich Schwarzes Meer / Kaspisches Meer nach N. Andrussow (ca. 1910)

Im Sommer 1918 entsandte ihn die Akademie der Wissenschaften zu geologischen Arbeiten auf die Krim. Die Familie wohnte in Kertsch, und so konnten im Küstenbereich der Meerenge die erforderlichen Feldarbeiten ausgeführt werden. Allerdings gestaltete sich die Rückkehr nach Petrograd wegen der Bürgerkriegsverhältnisse schwierig und man entschied sich, vorübergehend in Kertsch zu bleiben. Dadurch begann seine wissenschaftliche Arbeit an der Taurischen Universität von Simferopol.
Über einen Brief von Wladimir Iwanowitsch Wernadski erfuhr er von der Zusage für die erhoffte Aufnahme an der Ukrainischen Akademie der Wissenschaften. Die politischen Verhältnisse erlaubten aber keine Reise nach Kiew.
Inzwischen begannen die Lebensverhältnisse auf der Krim schwierig zu werden. Einige Familienmitglieder erkrankten an Flecktyphus, und im Oktober 1919 erhielt man die Nachricht vom Tod des ältesten Sohnes Leonid. Andrussow erlitt daraufhin einen Hirnschlag, wodurch eine Hand und ein Bein gelähmt waren. Sein gesundheitlicher Zustand war so schwerwiegend beeinträchtigt, dass eine künftige berufliche Tätigkeit in Frage gestellt wurde. Daraufhin entschloss die Familie sich zur Auswanderung nach Frankreich, denn seine Frau besaß aus ihrem väterlichen Erbe ein Haus in Paris. Am 25. März 1920 verließ die Familie Andrussow den Hafen Sewastopol und fuhr mit dem Dampfer Aldo nach Konstantinopel.

## Exil und späte Jahre
Im Frühling 1920 kam die Familie nach einem Konstantinopel-Aufenthalt in Paris an. Hier nahm Andrussow in kleinen Schritten seine Arbeit wieder auf, er war im geologischen Kabinett der Sorbonne beschäftigt. Der Pariser Aufenthalt stellte für die Familie eine große finanzielle und mentale Belastung dar. Andrussow war von seinen Arbeitsfeldern, Sammlungen und sämtlicher wissenschaftlicher Literatur abgeschnitten. Briefe an Wernadski und Loewinson-Lessing sind ein Zeugnis von den alltäglichen Sorgen und den Bitten nach wissenschaftlicher Literatur.
Um sich ein günstigeres Arbeits- und Lebensumfeld zu schaffen, zog die Familie 1922 nach Prag. Hier versuchte Andrussow wieder wissenschaftlich zu arbeiten, aber musste dabei erkennen, dass ihm der Kontakt zu seinen ursprünglichen Arbeitsgebieten verloren gegangen war und die körperlichen Einschränkungen sich weiter hemmend auswirkten. Von dieser tragischen Situation betroffen, starb er am 27. April 1924 in Prag.
Im gleichen Jahr würdigten russische Wissenschaftler auf dem 3. Kongress Akademischer Organisationen in Prag das Leben und Werk von Andrussow mit einer ihm gewidmeten Plenarsitzung. Sein Sohn Dimitrij Andrusov bemühte sich um den anerkennenden Abschluss des väterlichen Werkes.

## Zusammenfassung

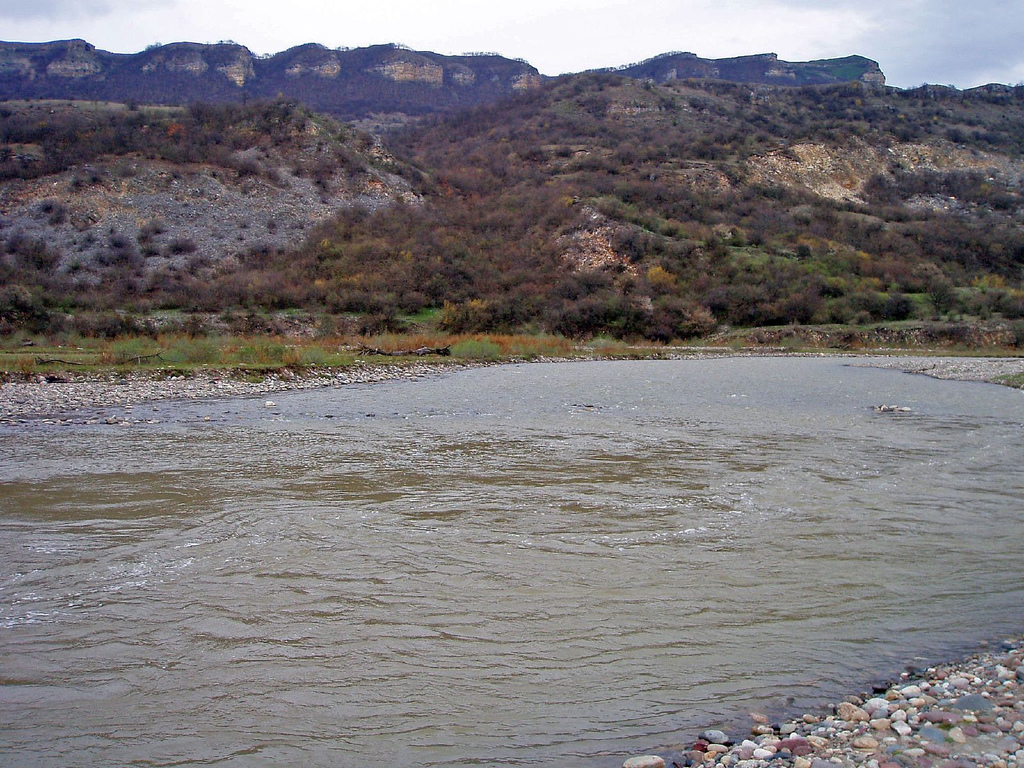
Lockersedimente am Kuban

Die wichtigsten detaillierten Untersuchungen von Andrussow befassen sich mit den Lagerstätten des Neogens in den pontisch-kaspischen Regionen zwischen dem Schwarzen und Kaspischen Meer sowie in den angrenzenden transkaspischen Zonen. Sie bilden einen Saum mit nur wenigen Unterbrechungen, der den Kaukasus an seinem nördlichen und südlichen Fuß begleitet.
Diese Forschungsergebnisse waren eine wichtige Grundlage für spätere Erkundungen und Erschließungen von Erdöllagerstätten in neuen Gebieten sowie für weitere stratigraphische Forschungen in der Sowjetunion. Die grundlegenden Aussagen von Andrussow sind auch heute noch international anerkannt und haben zum geologischen Gesamtverständnis dieser Region entscheidend beigetragen.
Die von ihm untersuchten Sedimentschichten bestehen überwiegend aus Tonen, Sanden, Kalksteine, Sandsteine sowie von Gips durchsetzten Sedimentgesteinen ähnlicher Art.
Sein Sohn Dimitrij veröffentlichte 1925 mit Hilfe des russischen Geologen Wladimir Dmitrijewitsch Laskarew ein Manuskript („Послетретичная тирранская терраса в области Черного моря“) seines Vaters. In der Serie „Leitfossilien der Erdölregion in den Krim-Kaukausgebieten“ erschien 1933 eine Zusammenstellung von L. S. Lawitaschwili zu den Arbeiten Andrussows über die Apscheron-Schichten.
In den 1960er Jahren (1961 beginnend) sind in der Sowjetunion ausgewählte Arbeiten Andrussows zum Zweck seiner Ehrung in einem vierbändigen Werk herausgegeben worden.
Andrussow ist Erstbeschreiber zahlreicher fossiler Molluskenarten, etwa mehrerer Arten der Schneckengattung Melanopsis sowie Arten aus der Familie der Dreikantmuscheln, darunter auch die rezente Dreissena rostriformis bugensis.
Auf dem Erdmond trägt eine Erhebung seinen Namen (Dorsa Andrusov). Im Schwarzen Meer untersuchte er, später von Andrei Dmitrijewitsch Archangelski fortgeführt, die Schlammablagerungen und pliozäne Sedimente, was zu weiteren Erkenntnissen auf dem Gebiet der Erdölgeologie beitrug. In späterer Anerkennung ihrer Arbeiten wurde nach beiden Forschern jeweils ein Teil der unterseeischen Gebirgsrücken im Schwarzen Meer benannt, hier der Andrussow-Rücken (Andrusov Ridge).

## Funktionen und Stationen
- 1896–1905 Professor an der Kaiserlichen Universität Dorpat
- 1905–1912 Professor an der Universität Kiew
- 1910 (4. Dezember) korrespondierendes Mitglied der Russischen Akademie der Wissenschaften (Physikalisch-Mathematische Abteilung)
- 1912–1914 Professor an der Frauenhochschule von Petersburg und Mitarbeiter im Geologischen Komitee bei der Kommission zur naturwissenschaftlichen Erforschung Russlands (Vorsitzender: Wladimir Iwanowitsch Wernadski)
- 1914 (3. Mai) ordentliches Mitglied Russischen Akademie der Wissenschaften (Physikalisch-Mathematische Abteilung, Geognosie und Paläontologie)
- 1914–1918 Direktor des Geologischen und Mineralogischen Museums der Petrograder Akademie der Wissenschaften
- 1918–1920 Professor an der Taurischen Universität in Simferopol auf der Halbinsel Krim
- 1921–1922 Laborarbeit an der Sorbonne in Paris
- 1922–1924 Arbeit an der Karls-Universität in Prag

## Mitgliedschaften
- 1912 Paläontologische Gesellschaft[7]

## Ausgewählte Werke
- N. Andrussow: La mer Noire. VII. Congr. Géol. Int., guide XXIX. St. Petersbourg 1897.
- N. Andrussow: Fossile u. lebende Dreissensidae Eurasiens. St. Petersbourg 1897.
- N. Andrussow: Kritische Bemerkungen über die Entstehungshypothesen des Borporus u. d. Dardanellen. In. Sber. Nat. Ges. Dorpat 1901.
- N. Andrussow: Eine Reise in Daghestan in 1898. Moskau 1901.
- N. Andrussow: Beiträge zur Kenntnis des kaspischen Neogen. Pontische Schichten. In: Mém. du Com. géol. Nouv. Serie. Nr. 40, 1909.
- N. Andrussow: Beiträge zur Oligochaetenfauna der Umgebung von Kiew. In: Sapiski Kievskawo Obschtschestwa Estestvoispytatelei (Mémoires de la Soc. des Naturalistes de Kiev). Jg. XXIII, Teil 4. Kiew 1914.